# Johann Michael Heusinger
Pour les articles homonymes, voir Heusinger.
Johann Michael Heusinger, né près de Gotha le 24 août 1690 et mort 24 février 1751, est un philologue allemand.

## Biographie
Il est professeur et directeur du gymnase d'Eisenach.
Il publie des éditions estimées des Césars de Julien, Gotha, 1736 ; d’Ésope, 1741; de Cornélius Népos, 1747.